# Dorfmühle (Neunburg vorm Wald)
Die Dorfmühle ist eine Wüstung im Gebiet der Stadt Neunburg vorm Wald im Landkreis Schwandorf. Die historische Einöde wurde 2013 im Auftrag der Stadt Neunburg vorm Wald abgerissen.

## Geographie
Die Dorfmühle lag ungefähr drei Kilometer südlich von Neunburg vorm Wald südlich der Staatsstraße 2151 am Ufer des mäandrierenden Rötzerbaches, der in Neunburg vorm Wald in die Schwarzach mündet. Der Rötzerbach entsteht aus dem Zusammenfluss des Multbaches und des Hückbaches östlich der Stettnermühle.

## Geschichte
Die Einöde Dorfmühle gehörte zunächst zur Hofmark Katzdorf, dann bis 1945 zur Gemeinde Penting. Am 23. März 1913 war Dorfmühle Teil der Pfarrei Neunburg vorm Wald und hatte ein Haus und 7 Einwohner. Am 31. Dezember 1990 hatte Dorfmühle zwei Einwohner und gehörte zur Pfarrei Neunburg vorm Wald.
Im Sommer 2013 wurden die leerstehenden, historischen Gebäude der Dorfmühle nach einem Beschluss des Stadtrates der Stadt Neunburg vorm Wald abgerissen. Die Stadt Neunburg vorm Wald plante auf dem Gebiet die Errichtung des neuen Industriegebiets „Galgenberg West“ in Terrassenanordnung. Die Planungen wurden jedoch zugunsten eines anderen Standorts eingestellt. Derzeit gleicht das Gelände der Dorfmühle einer Wüstung.
Siehe auch: Liste der Baudenkmäler in Neunburg vorm Wald, Abschnitt Penting